# チャーチ (靴)
チャーチ （英: Church's）はイギリスの靴の老舗ブランドである。チャーチの正式なブランド名はチャーチーズであるが日本ではチャーチで通っている。

## 歴史
1873年、トーマス・チャーチがノーサンプトンで創業する。1930年代にはニューヨークに海外店舗を出店するなど、比較的早くから世界市場に事業を展開していた。1960年代に1886年創業の靴メーカーであるチーニー（Cheaney）を買収する。
チャーチは1999年にプラダに買収され傘下に入る。
チャーチの創業家は2009年にプラダよりチャーチのセカンドブランドとして展開していたチーニーの製造部門を買収し、チーニーブランドで「旧チャーチ（オールド・チャーチ）」時代の木型を再現したモデルを製作している。

## 特徴
英国の特に老舗の紳士靴ブランドは「英国王室御用達（ロイヤルワラント）」の称号を授かるところも多いが、チャーチは称号を申請していない。
コストパフォーマンスが優れていたため「英国の良心」とも言われていたが、近年はユーロ高・原油価格高、原皮の供給源の減少等により、値段が高騰している。
独自のガラス加工を施したアッパー（甲革）素材「ブックバインダー」を用いた定番モデル（ストレートチップ：Consul、バルモラルフルブローグ（内羽ウイングチップ）：Chetwynd、バルモラルセミブローグ（内羽メダリオンキャップトゥ）：Diplomat）は、チャーチのフラッグシップ的人気を誇る。

## ラスト（木型）
同族経営だったチャーチがプラダ買収後に大きく変わったのがラスト（木型）である。ファッション性を意識したスタイリッシュなラストが開発・市場に投入された上、モデル名を変えるなどして英国靴イメージからの脱却刷新を図った。買収前のモデルは「旧チャーチ（オールド・チャーチ）」の愛称で呼ばれる。
ただ近年は、定番的なモデルに関してはラストやモデル名を旧チャーチ時代の名称に戻している。

## ファクトリーロゴ
チャーチの紳士靴は、中敷に押し彫りで刻まれているファクトリーロゴの都市名で製靴年代を判断でき、年代の新しい方から順に新生/現行チャーチ、新生チャーチ、旧（オールド）チャーチ、旧々（オールド・オールド）チャーチ…と称される。
- 都市名：ロンドン、パリ、ニューヨーク、ミラノ、東京（5都市）…新生/現行チャーチ (2014年～)
- 都市名：ロンドン、パリ、ニューヨーク、ミラノ（4都市）…新生チャーチ (プラダによる買収後～2013年）
- 都市名：ロンドン、パリ、ニューヨーク（3都市）…旧チャーチ
- 都市名：ロンドン、パリ（2都市）またはロンドンのみ（１都市）…旧々チャーチ

## 日本市場
日本での展開は1965年、大塚製靴が輸入販売元となっていたが、プラダ買収前後に手放し、2008年以降は渡辺産業がディーラーとなっている。全国デパートのシューズフロアや各種セレクトショップに卸しているほか、自社店舗として運営しているブリティッシュメイドでも取り扱っている。
2013年12月に日本国内初の旗艦店としてチャーチ表参道店がオープンした。こちらはプラダグループの事業であり、同社が取扱商品の買い付け、輸入などを行う。